# Гребєнцов Дмитро Іванович
Дмитрій Гребенцов (1895 — 24 травня 1938) — перший редактор журналу «Сятко». Ерзянський журналіст.

## Життя
Дмитрій Гребенцов народився в 1895 році в с. Бузаєве Березніківського району Республіки Мордовія. Навчався при церкві. Деякий час він очолював сільськогосподарську школу в Мордовії. Жив у місті Саранську. 
24 травня 1938 року розпорядженням рішення Верховного Суду СРСР Дмитрій Гребенцов був репресований. Після смерті, 7 липня 1956 року, був виправданий.